# Artur Levy
Arthur Levy (Cuiabá, 8 de outubro de 1902 – Rio de Janeiro, 18 de novembro de 1993) foi um engenheiro brasileiro.
Cursou o Colégio Militar de Barbacena em Minas Gerais, de 1913 a 1919, ingressando no ano seguinte na Escola Militar do Realengo, no Rio de Janeiro.
Participou da revolta de 5 de Julho de 1922, movimento que deu origem ao ciclo de revoltas tenentistas da década de 1920. O movimento foi prontamente debelado pelas forças federais e, em consequência de sua participação, Arthur Levy foi afastado da Escola Militar.
Diplomou-se engenheiro pelo Instituto Eletrotécnico e Mecânico de Itajubá, MG, entre 1923 e 1925. Com a vitória da Revolução de 1930, foi anistiado e retornou à vida militar no posto de primeiro-tenente. Promovido a coronel, entre 1946 e 1947 chefiou a Comissão de Estudos do Oleoduto Santos-SãoPaulo-Campinas do Conselho Nacional do Petróleo (CNP). 
Com a criação da Petrobrás, em 1953, foi escolhido pelo então Presidente da República Getúlio Vargas para integrar a primeira diretoria, tornando-se no ano seguinte membro da comissão de incorporação de bens da empresa, ocasião em que deixou a função de representante do Ministério da Guerra junto ao CNP.
Em setembro de 1954 assumiu a presidência da Petrobras. Deixou a presidência da Petrobras em fevereiro de 1956. Ainda no mesmo ano fez o curso da Escola Superior de Guerra (ESG).
Em 1964 foi chefe de gabinete da presidência da Petrobrás, ocupada então pelo general Osvino Ferreira Alves. De 1965 a 1967 foi superintendente-geral do Departamento Industrial.
Foi presidente da Associação Brasileira de Normas Técnicas (ABNT) e trabalhou para a iniciativa privada.